# Akademickie Radio Index
Akademickie Radio „INDEX” – akademickie radio działające pod patronatem Uniwersytetu Zielonogórskiego.
Akademickie Radio Index powstało na podwalinach studenckiego radia „Śrubka”, działającego przy Wyższej Szkole Inżynierskiej (przekształconej potem w Politechnikę Zielonogórską, obecnie część Uniwersytetu Zielonogórskiego) w Zielonej Górze. Koncesję Krajowej Rady Radiofonii i Telewizji otrzymało we wrześniu 1996 roku. Emisję stałego programu Radio Index rozpoczęło 1 kwietnia 1998. 
Stacja nadaje program w Zielonej Górze oraz w promieniu 50 km od miasta, również za pośrednictwem Internetu. Od jesieni 2003 Akademickie Radio Index należy do Grupy Polskie Rozgłośnie Akademickie. Grupą docelową jest młodzież ucząca się w wieku 15 - 29 lat, choć Radia Index słuchają także starsi słuchacze. 
Radio emituje program 24 godziny na dobę, grając w formacie CHR (wedle lineru "Zielona Góra Muzyki"). Stacja nadaje własne serwisy informacyjne z wiadomościami ze świata, kraju, regionu, miasta i uczelni. Program złożony jest przede wszystkim z audycji muzycznych, sportowych, kulturalnych, prezentujących bieżące wydarzenia z miasta i regionu. Na antenie stale obecne są również audycje publicystyczne oraz programy popularnonaukowe. Audycje radiowe tworzą wolontariusze, przede wszystkim studenci.
Niektóre z audycji emitowanych w Radiu są nadawane w technologii SHOUTcast.
Radio nadaje na częstotliwości 96,00 MHz.